# کاتسونوری تاکاهاشی
کاتسونوری تاکاهاشی (انگلیسی: Katsunori Takahashi؛ زادهٔ ۱۵ دسامبر ۱۹۶۴) خوانندگی، هنرپیشه اهل ژاپن است. وی از سال ۱۹۸۰ میلادی تاکنون مشغول فعالیت بوده‌است.